# American Iron Racing
American Iron Racing zijn vier verschillende raceklassen die worden georganiseerd door de National Auto Sport Association. In de raceklassen rijden Amerikaanse auto's zoals de Ford Mustang en de Chevrolet Camaro. American Iron is verdeeld in de vier raceklassen: Camaro Mustang Challenge (CMC), American Iron (AI), American Iron Extreme (AIX) en American Iron Vintage (AIV).

## Raceklasses

### Camaro Mustang Challenge
In de Camaro Mustang Challenge mogen alleen Ford Mustangs en Chevrolet Camaro's meedoen. Deze auto moet gebouwd zijn tussen 1979 en 1997. Er is ook een CMC2-klasse waaraan jongere Mustangs, Firebirds en Mercuries meedoen. 

### American Iron
Hier rijden Amerikaanse coupés en pick-ups. Het gewicht per pk is bij de auto's met een 4- of 6-cilinder 4,3 kg. Voor auto's met een V8 geldt een maximumvermogen van 150 pk. 

### American Iron Extreme
De auto's die hier aan meedoen zijn te krachtig voor de gewone American Iron-klasse. Er is geen minimumgewicht voor 4- en 6-cilinderauto's. Voor een V8 is het maximumgewicht 1350 kg.

### American Iron Vintage
Hier doen de auto's mee die waarbij de gewicht/pk-ratio te laag is. Verder hoeft de auto aan geen andere voorwaarden te voldoen.